# Oudy 1er
Pour les articles homonymes, voir Camara.

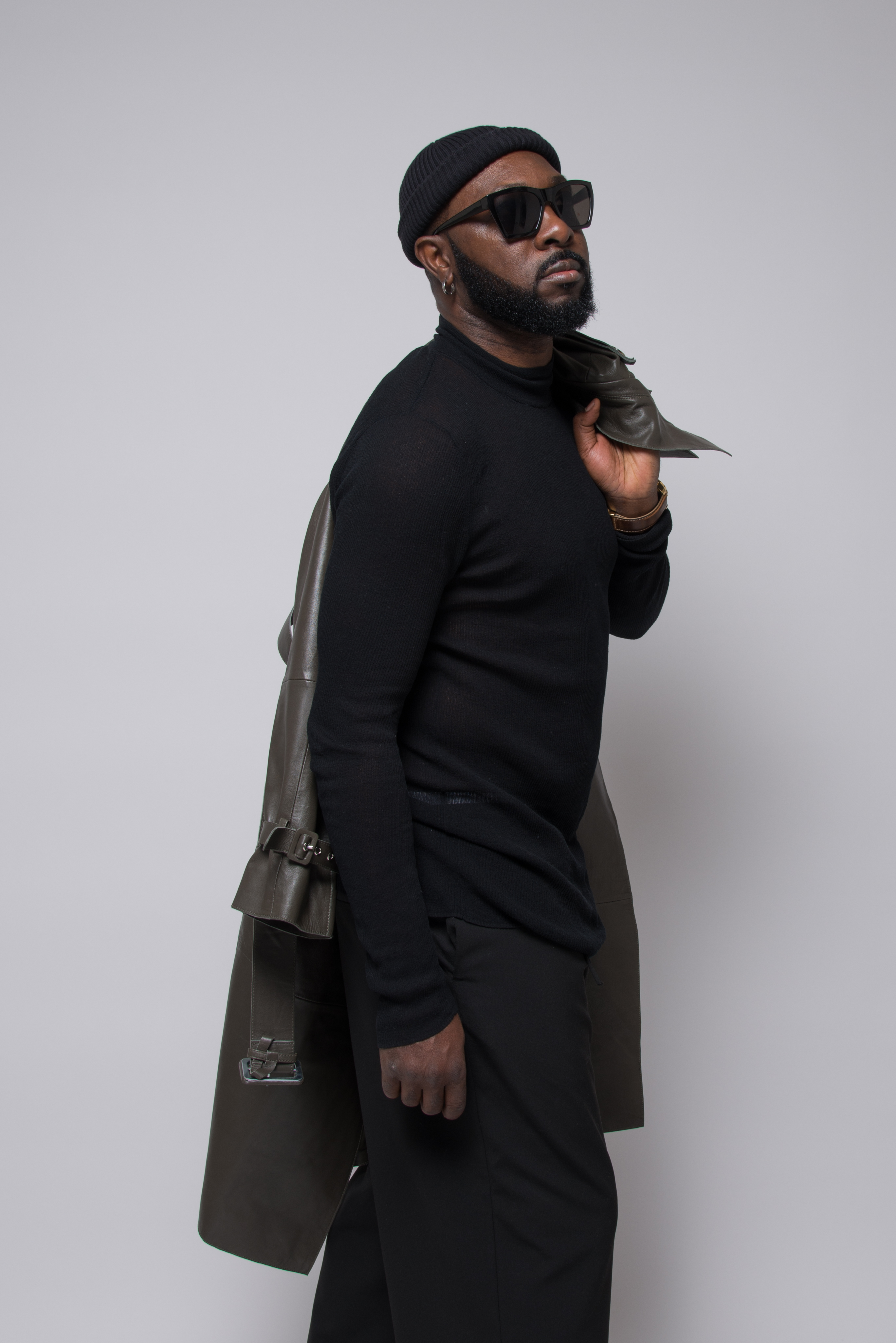
Oudy 1er en 2021.

Oudy 1er (né Ziakiou Deen Camara le 3 septembre 1982 à Conakry) est un artiste guinéen,.
Concepteur de la danse Tchoumakaya

## Biographie et études
Oudy 1er fait ses études primaires à Victor Hugo et au collège de Boulbinet avant de rejoindre le Sénégal ou il fera le lycée Yalla Suurel et obtient son baccalauréat.
Après un an au Maroc, il rejoint la France pour faire des études à la faculté de droit de l'Université de Montpellier d'où il est diplômé en droit des affaires en 2005.

## Carrière musicale
Il commence en tant que DJ dans les boites de nuit de Conakry avant de lance dans la musique en créant des concept musicale notamment Tchoumakaya, en 2009 issue de l'album Abidjan en feu, Volume 4 puis le titre Donkafélé vient d’honorer la culture guinéenne.
En 2020, il crée son complexe culturel dénommé Oudy Prod Studios, qui sera en partie démoli en mars 2021 lors des déguerpissements de la ville de Conakry[pas clair].

## Collaboration
Il fait des collaborations avec des musiciens de la Guinée et d'ailleurs notamment Takana Zion, Azaya, Roga-Roga, Ibro Diabaté ou son ami Dj Arafat qui lui invita même a son concert au Bataclan.
En 2025, il participe à Jaloux de Black M featuring Styck

## Prix et reconnaissances
- 2009: meilleur artiste de la région ouest africaine à Bamako avec la structure MALIBA[13].
- 2011: K7 d'or du meilleur artiste couper décaler[14]
- 2014 : meilleur artiste francophone au Guinée Music Awards[15].